# Слађан Ђорђевић
Слађан Ђорђевић  (Крагујевац, 2. март 1965) je пензионисани генерал-мајор у Војске Републике Србије.

## Биографија
Основну школу завршио је 1980. године у Баточини, а средњу техничку 1984. године у Крагујевцу са Вуковим дипломама. Војну академију, смер АРЈ ПВО завршио је 1988. године са одличним успехом. Последипломско усавршавање на Генералштабној школи је завршио 2000. године, а на Генералштабном усавршавању Школе националне одбране дипломирао је 2007. године.
Од 1988. до 1997. службовао је на командирским и командантским дужностима у Мостару, Бањој Луци и Београду. Од 1998. до 2001. обављао је дужност наставника на артиљеријско-ракетним системима ПВО и начелника класе на Војној академији. Од 2002. до 2007. обављао је дужности самосталног референта, начелника Одсека и начелника Одељења у Генералштабу и Министарству одбране. Дужност начелника Управе за кадрове Сектора за људске ресурсе Министарства одбране обављао је од 16. јула 2007. године до 13. јануара 2013. године. Од 8. децембра 2008. године до септембра 2012. године обављао је, по овлашћењу, дужност помоћника министра за људске ресурсе.
Од 14. јануара 2013. до 8. јануара 2015. године обављао је дужност начелника Управе за људске ресурсе Ј-1 Генералштаба Војске Србије. Дужност начелника Управе за организацију обављао је од 9. јануара 2015. године до 30. маја 2021. године. Од 9. јануара 2015. године до 9. марта 2017. године обављао је, по овлашћењу, дужност помоћника министра за политику одбране.
У чин бригадног генерала је унапређен 9. јула 2009. године а у чин генерал мајора је унапређен 12. фебруара 2012. године. У сарадњи са надлежним старешинама руководио је и учествовао у стратегијским пројектима професионализације и реформе система управљања људским ресурсима у Војсци Србије, пројекту стамбеног кредитирања активних и пензионисаних војних лица, пројекту ПЕЛТ изучавања енглеског језика, пројекту ЕЦДЛ информатичког оспособљавања, пројекту професионалне селекције ХЕДОНИКА и пројекту имплементације верске службе у Војсци Србије.
Указом председника Републике Србије пензионисан је 31. маја 2021. године.

## Приватно
Ожењен је Данелом Ђорђевић (рођеном Новаковић), са којом има двоје деце Сару (1991) и Ему (2003).